# Vụ luận tội Park Geun-hye
Vụ luận tội Tổng thống Park Geun-hye (tiếng Hàn Quốc: 박근혜 대통령 탄핵 소추) là kết quả của một vụ bê bối chính trị liên quan đến mức độ tiếp cận với chức vụ Tổng thống bởi một trợ lý thân cận của bà là Choi Soon-sil. Cuộc bỏ phiếu luận tội diễn ra vào ngày 9 tháng 12 năm 2016 với 234/300 nghị sĩ của Quốc hội Hàn Quốc bỏ phiếu ủng hộ luận tội Park Geun-hye và đình chỉ tạm thời chức vụ Tổng thống của bà. Con số này vượt hơn ngưỡng tối thiểu là 2/3 tại Quốc hội và mặc dù cuộc bỏ phiếu diễn ra bằng phương pháp bỏ phiếu kín, kết quả cho thấy gần một nửa trong số 128 nhà lập pháp thuộc đảng Saenuri của Park Geun-hye đã ủng hộ việc luận tội bà. Sau cuộc bỏ phiếu, Hwang Kyo-ahn, khi đó là Thủ tướng Hàn Quốc, đã trở thành Tổng thống tạm quyền lên tới 180 ngày trong khi Tòa án Hiến pháp Hàn Quốc đang phán quyết liệu có chấp nhận hay không chấp nhận lời buộc tội. Tòa án đã giữ nguyên bản luận tội theo một quyết định 8–0 vào ngày 10 tháng 3 năm 2017, chấm dứt chức vụ Tổng thống của Park Geun-hye. Cuộc bầu cử tổng thống Hàn Quốc diễn ra theo lịch trình đến ngày 9 tháng 5 năm 2017 và Moon Jae-in, cựu lãnh đạo Đảng Dân chủ, được bầu làm người kế nhiệm Park Geun-hye.

## Bối cảnh

### Hiến pháp Hàn Quốc và Hiến pháp Tòa án Hiến pháp
Thủ tục luận tội được quy định trong Hiến pháp Hàn Quốc. Theo Điều 65 khoản 1, nếu Tổng thống, Thủ tướng Chính phủ, hoặc các thành viên khác của hội đồng nhà nước vi phạm Hiến pháp hoặc các luật có nghĩa vụ chính thức khác, Quốc hội có thể luận tội họ. Khoản 2 nói rằng tờ trình luận tội phải được đề nghị bởi một phần ba và được đa số các thành viên của Quốc hội thông qua. Trong trường hợp của Tổng thống, đề nghị luận tội phải được đa số tán thành và được tối thiểu 2/3 tổng số thành viên của Quốc hội chấp thuận, nghĩa là tối thiểu 200 trong số 300 thành viên của quốc hội phải chấp thuận Tờ trình luận tội. Điều khoản này cũng quy định rằng bất kỳ người nào bị mà có bản luận tội đã được thông qua sẽ bị đình chỉ việc thực hiện quyền hành của mình cho đến khi bị buộc tội và quyết định buộc tội sẽ không miễn trừ người bị buộc tội về trách nhiệm dân sự hoặc hình sự. Đồng thời, một người bị phế truất bằng quyết định buộc tội không thể là công chức lại trừ khi sau 5 năm kể từ lúc bị tuyên án. Theo Đạo luật Tòa án Hiến pháp năm 1988, Toà án Hiến pháp phải đưa ra quyết định cuối cùng trong vòng 180 ngày kể từ ngày nhận được bất kỳ xét xử nào, kể cả trường hợp buộc tội. Nếu bị đơn đã rời khỏi chức vụ trước khi tuyên án, vụ án sẽ bị bãi bỏ.
Tổng thống Hàn Quốc cuối cùng bị buộc tội là Roh Moo-hyun, người bị Quốc hội triệu tập năm 2004 và đã bị đình chỉ nhiệm vụ trong hai tháng. Trong trường hợp đó, Toà án Hiến pháp Hàn Quốc đã tuyên Roh trắng án và khôi phục chức vụ của ông. Tuy nhiên, lúc đó phần lớn công chúng Hàn Quốc đã ủng hộ Roh. Mặc dù thường xuyên bị buộc tội, mỗi nhiệm kỳ của Tổng thống kể từ khi bắt đầu nền dân chủ của Hàn Quốc thường kết thúc bằng một vụ tai tiếng nào đó.

### Vụ bê bối Choi Soon-sil

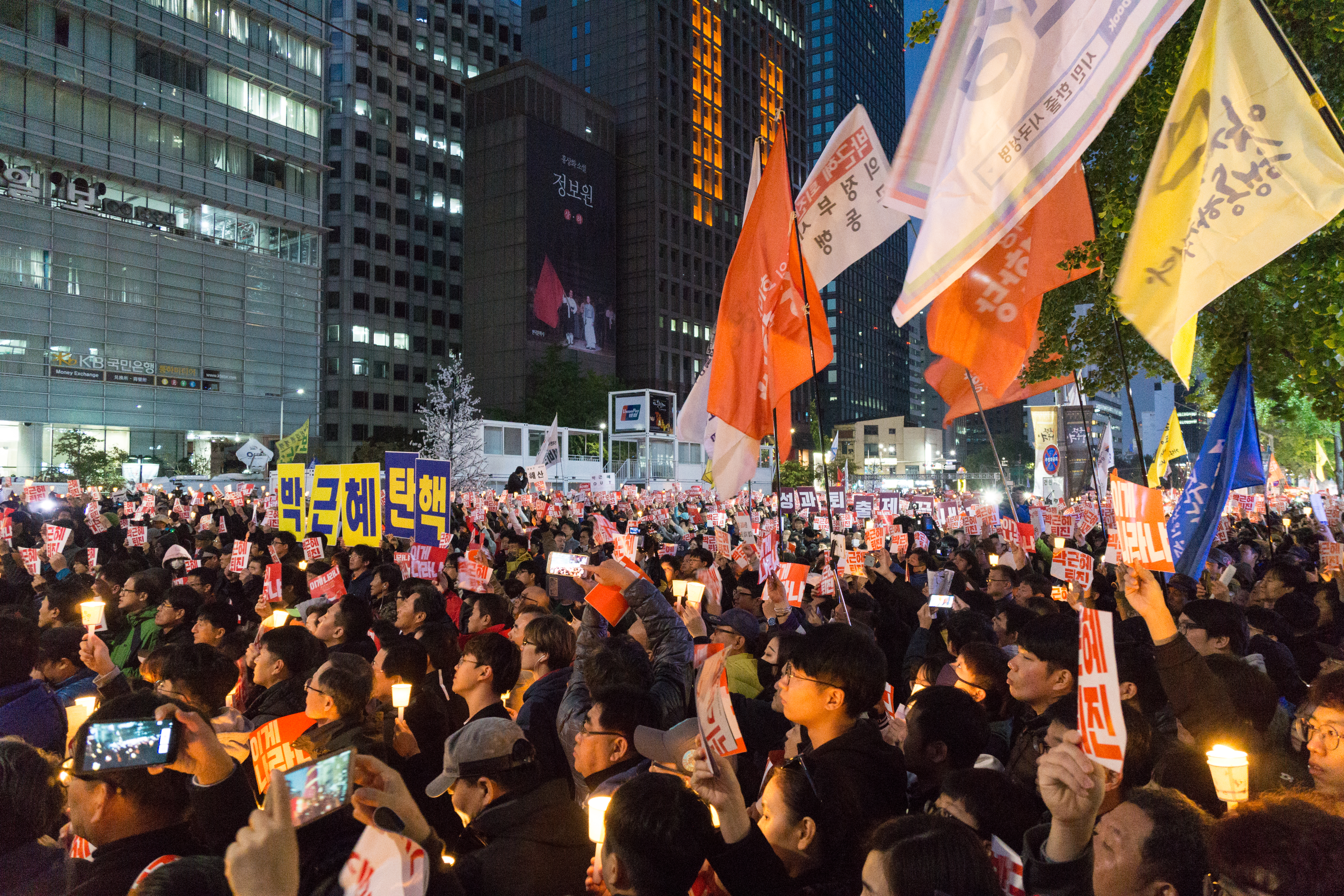
Biểu tình phản đối Park Geun-hye ở Seoul vào ngày 29 tháng 10 năm 2016.

Việc phát giác diễn ra vào cuối tháng 10 năm 2016, trợ lý và cũng là bạn thân của Tổng thống Park Geun-hye, Choi Soon-sil, người không có bất kỳ vị trí chính thức nào trong chính phủ, đã sử dụng vị thế của mình để kiếm tiền từ một số tập đoàn kinh doanh (gọi là Chaebol), bao gồm Samsung, Hyundai, SK Group và Lotte - hai quỹ mà bà này kiểm soát.
Các cáo buộc cũng cho thấy Choi đã tiếp cận được cuộc sống cá nhân và công việc của bà Park, điều này được cho là có ảnh hưởng trực tiếp và can thiệp vào chính sách của hội đồng nhà nước. Phản ứng quá chậm trễ đối với vụ lật phà Sewol xảy ra vào ngày 16 tháng 4 năm 2014 cũng góp phần làm giảm tỷ lệ ủng hộ của Tổng thống Park.
Choi đã bị bắt và cuối cùng Geun-hye đã xin lỗi ba lần trước cả nước và nội các của bà, bắt đầu vào tháng 10, nhưng các cuộc biểu tình chống lại bà vẫn tiếp tục. Các cuộc biểu tình kéo dài sáu tuần với mức ủng hộ đối với bà Park giảm xuống 4%. Theo một cuộc thăm dò ý kiến, tính đến ngày 9 tháng 12, có tới 78% người dân Hàn Quốc ủng hộ luận tội bà.

## Diễn biến chính trị
Vào ngày 3 tháng 12 năm 2016, lúc 4 giờ 10 phút sáng, Woo Sang-ho của Đảng Dân chủ, Park Jie-won của Đảng Nhân dân, và Đảng Công lý đã đưa ra "Đề xuất luận tội Tổng thống (Park Geun-hye)" trong Quốc hội thay mặt cho 171 thành viên đảng của họ và các đại diện độc lập khác, với lý do Geun-hye đã vi phạm Hiến pháp và pháp luật. Đảng Saenuri của Park ban đầu ưu tiên Park tự nguyện từ chức vào cuối tháng 4, nhưng với những cuộc phản kháng tăng lên, đảng cầm quyền đã bị chia rẽ về việc Park nên tự nguyện từ chức hoặc bị luận tội. Vào ngày 4 tháng 12 năm 2016, các thành viên của các phe phái phi chính thống của Saenuri tuyên bố rằng họ sẽ bỏ phiếu ủng hộ luận tội Park.

### Quốc hội bỏ phiếu
Ngày 9 tháng 12, Quốc hội Hàn Quốc chính thức bỏ phiếu về dự luật luận tội tổng thống Park. Kết quả bỏ phiếu kín cho thấy 234 đại biểu bỏ phiếu Thuận, đồng ý với dự luật, và chỉ có 56 đại biểu phản đối. Ngoài ra, người phát ngôn (tức Chủ tịch) Quốc hội Chung Sye-kun cùng hai nghị sĩ không bỏ phiếu, và 7 phiếu không hợp lệ.
Với kiến nghị luận tội có hiệu lực, bà Park bị tạm đình chỉ chức vụ trong vòng 180 ngày để Tòa án Hiến pháp xem xét tính hợp lệ của bản án và ra phán quyết cuối cùng. Trong thời gian tạm đình chỉ, mọi công việc, quyền hành của tổng thống được chuyển giao cho Thủ tướng Hwang Kyo-ahn.

### Phản ứng của dư luận
Sau phiên bỏ phiếu của Quốc hội, ngày 10 tháng 12, khoảng 200.000 người đã xuống đường ở thủ đô Seoul để chào mừng sự kiện này.